# Modeinstitut der DDR

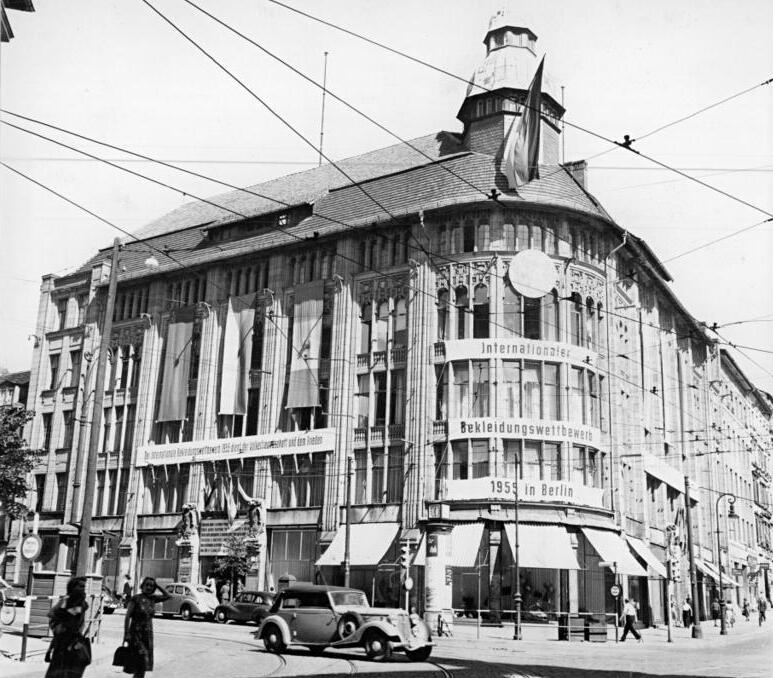
Außenansicht des Instituts für Bekleidungskultur wo vom 22. bis 26. August 1955 der Internationale Modewettbewerb in Berlin stattfand.

Das Deutsche Modeinstitut (DMI), später Modeinstitut der DDR, ging aus dem Institut für Bekleidungskultur hervor, das am 6. Dezember 1952 auf Anordnung des Ministerrates der DDR gegründet wurde.
Das Modeinstitut unterstand dem Ministerium für Leichtindustrie der DDR. Unter dessen Aufsicht sollte „die Gestaltung einer fortschrittlichen, der gesellschaftlichen Entwicklung entsprechenden und an das nationale Kulturerbe anknüpfende Bekleidungskultur“ gefördert werden.
Die Aufgabe des Modeinstituts bestand in der Erarbeitung der theoretischen Grundlage für die Entwicklung der Mode, die Gestaltung der Erzeugnisse der Textil-, Leder- und Bekleidungsindustrie und der Publizierung und Präsentation der Modelinien.
1957 wurde es in Deutsches Modeinstitut, 1972 in Modeinstitut der DDR umbenannt. Nach der deutschen Wiedervereinigung erfolgte die Auflösung und Umwandlung in die Modeinstitut Berlin GmbH, die sich auf Corporate Fashion (Dienstkleidung für Verkehrsunternehmen, Sicherheitspersonal und Behörden), spezialisierte und 2016 von der CWS Gruppe übernommen wurde.

## Geschichte

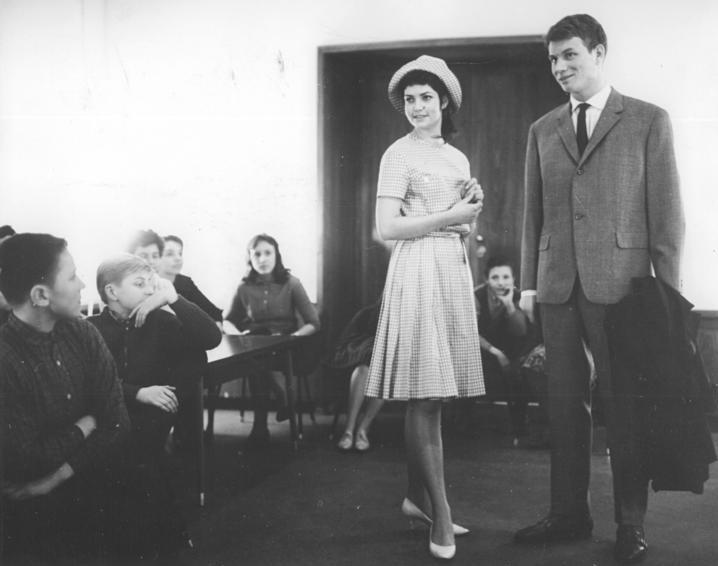
Modenschau des Deutschen Modeinstituts für Schüler einer 8. Klasse in Vorbereitung auf die Jugendweihe (1962)

Gründungsdirektorin des Instituts war Elli Schmidt, die 1953 wegen ihrer scharfen Kritik an Walter Ulbricht und Unterstützung von Wilhelm Zaisser und Rudolf Herrnstadt ihrer leitenden Funktionen in der SED und im DFD enthoben und 1954 nach einer Parteirüge aus dem ZK der SED ausgeschlossen wurde. Sie leitete das Modeinstitut bis 1967. Erster Sitz des Institutes war auf einem Hinterhof in der Christburger Str. 4 im Berliner Stadtbezirk Prenzlauer Berg. Es gab 17 Beschäftigte, 7 Schreibtische und 8 Stühle.

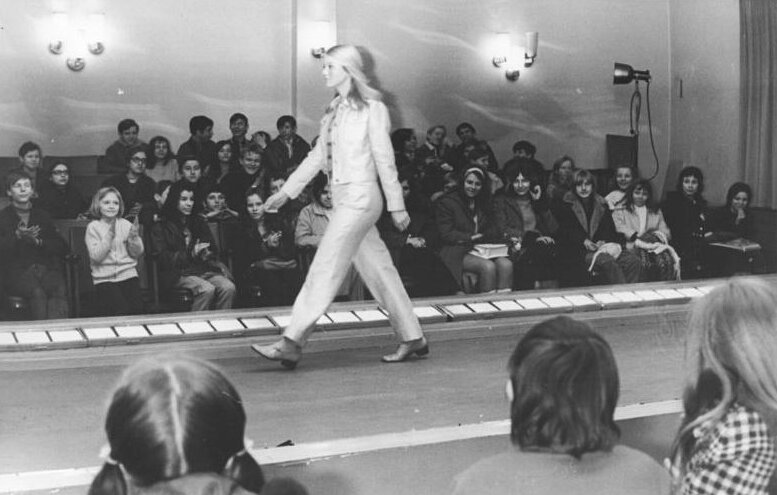
Modenschau im Modeinstitut im Rahmen einer Jugendstunde 1972

1953 erfolgte der Umzug in das ehemalige Warenhaus Jandorf in der Brunnenstraße 19/21, im Berliner Stadtbezirk Mitte. Unter dem Vorsitz Elli Schmidts, die selbst eine ausgebildete und erfahrene Schneiderin war, wurden Entwerfer, Direktricen, Schneiderinnen und technische Fachkräfte gewonnen, darunter Modegestalter wie Ursula Fehlig, Hildegard Bergner, Katja Selbmann, Inge Stroff, Hanna Musiolek, Eva Mücke und Artur Winter. Strukturell waren die Abteilungen des Modeinstituts gegliedert in DOB (Damenoberbekleidung), HOB (Herrenoberbekleidung) und KOB (Kinderoberbekleidung), sowie die Bereiche Schuhe, Schmuck, Accessoires und Hüte. Eine separate Abteilung für Pelze gab es nicht. So war für die nicht unbedeutende, devisenbringende Sparte Pelzkonfektion, zumindest beim Pelzmodellwettbewerb 1964 in Leipzig, kein Fachkundiger vertreten. Hier stellten die Schnittmuster ohnehin die zumeist bundesrepublikanischen und ausländischen Auftraggeber. 1967 übernahm Artur Winter am Modeinstitut die Position des künstlerischen Leiters von Katja Selbmann, bevor er 1970 zum Handelsbetrieb VHB Exquisit wechselte; die künstlerische Leitung wurde Lucia Knöchel übertragen.
In den hauseigenen Werkstätten entwickelte das Modeinstitut jährlich zwei Musterkollektionen für Frühjahr/Sommer und Herbst/Winter auf internationalem Niveau, die der Industrie als Vorlage dienen und den Stil der gesamten DDR-Mode prägen sollten. Zweimal im Jahr wurden die Produktionsbetriebe der DDR nach Berlin geladen, wo ihnen die künftige Mode präsentiert wurde. „Anfangs hegte man die Hoffnung, dass die Umsetzung der Kollektionen direkt von der verarbeitenden Industrie übernommen werden könnte, doch erwies sich das bald als Illusion.“ Die ursprünglichen Ideen und Entwürfe der Mode- und Textilgestalter waren nach der Umsetzung durch die verkrustete Textilindustrie und nach oft mehr als zehn Entscheidungsebenen meist nicht wiederzuerkennen und hatten nichts mehr mit den Bedürfnissen der Käufer zu tun. Aus Unkenntnis der staatlichen Zwänge des planwirtschaftlichen Wirtschaftssystems maß die Bevölkerung die Arbeit des Modeinstituts an den Produkten der DDR-Konfektionsindustrie und nahm nicht wahr, „dass hier die Kreativität der Gestalter und der produktive Fleiß der Modellnäherinnen und Konstrukteure wirkungslos bleiben mussten“.
Mit dem Ziel der besseren Vermarktung der Musterkollektionen und um die Bevölkerung auf die kommende Saison einzustimmen, gab das Modeinstitut die Zeitschrift Sibylle heraus, die 1956 erstmals erschien, und produzierte seit 1971 mit Mode ’71 eine eigene Modesendung in Zusammenarbeit mit der DEFA und dem DDR-Fernsehen, in der Klaus Ehrlich die neuen Modetrends für die kommende Saison vorstellte: „Tolle Designer, die Zugang zu hochwertigen Stoffen hatten und auch zu DDR-Zeiten nach Paris fahren durften, kreierten diese Kollektionen. Das Problem war nur, dass zu den großen Präsentationen in der Berliner Kongresshalle dann von überall Vertreter der Modebetriebe kamen, die Kollektion sahen und mitzeichneten, es aber eben die Stoffe nicht gab.“ „Deshalb mussten wir unbedingt auch Schnitte machen und später verschicken. Denn die meisten Zuschauer haben viele Kleidungsstücke nachgeschneidert, nachdem wir sie vorgestellt hatten.“ Die Sendung erfreute sich großer Beliebtheit bei den Zuschauern und wurde nach der deutschen Wiedervereinigung unter dem Titel „Mode mal Ehrlich“ vom MDR fortgesetzt.
Dementsprechend sahen sich die Designer des Modeinstitutes trotz hochwertiger, ästhetisch anspruchsvoller Musterkollektionen in einem zunehmend aussichtslosen Konflikt mit den Defiziten der sozialistischen Planwirtschaft und verzeichneten praxisbezogene Erfolge nur dann, wenn die planwirtschaftlichen Mechanismen umgangen werden konnten, wie zum Beispiel bei der Ausstattung der Olympiamannschaft und des Personals öffentlicher Einrichtungen mit repräsentativer Berufsbekleidung, so geschehen bei der Arbeitsbekleidung für die Mitarbeiter des Palastes der Republik oder der beiden Interhotels Metropol und Hotel Stadt Berlin. Zudem gehörten spezielle Arbeitsaufgaben wie die Gestaltung der Bekleidung für die FDJ (auch für besondere Anlässe wie die X. Weltfestspiele der Jugend und Studenten 1973 in Ost-Berlin), die Pionierorganisation Ernst Thälmann, den Thomanerchor und das Gewandhaus-Orchester Leipzig zum Arbeitsbereich der Designer des Modeinstituts, wichtig auch die Kleidung der DDR-Fernsehmoderatoren.
Die Gründungsvision einer eigenen sozialistischen Bekleidungskultur konnte in der DDR aufgrund der anhaltenden planwirtschaftlichen Zwänge und zunehmenden Engpässe nicht realisiert werden; der Erfolg des Modeinstituts und seiner Gestalter bestand im Grunde eher in der Anregung der Gesellschaft zu eigener Kreativität. Viele erfahrene Designer des Modeinstitutes folgten ab 1970 dem Ruf des früheren künstlerischen Leiters Artur Winter zum VHB Exquisit, wo sie das Glück hatten zu erfahren, wie aus ihrem ersten Entwurf ein fertiges Kleidungsstück wurde, das wirklich so wie ursprünglich konzipiert in den Verkauf ging.
Nach der deutschen Wiedervereinigung wurde das Modeinstitut im Jahr 1990 aufgelöst und in eine GmbH umgewandelt; eine Vielzahl von Arbeiten ehemaliger Designer des Modeinstituts der DDR und des VHB Exquisit wurden im Berliner Stadtmuseum archiviert. Auch das DDR-Museum Berlin widmet dem Themenfeld Mode in der DDR besondere Aufmerksamkeit.
Die Modeinstitut Berlin GmbH spezialisierte sich auf Berufs- und Dienstbekleidung und wurde im Jahr 2016 von der CWS Gruppe übernommen.